# Next Top Model by Cătălin Botezatu
Next Top Model by Cătălin Botezatu a fost un serial de televiziune reality românesc care a fost difuzat pe Antena 1 în perioada 3 februarie 2011, până în 27 decembrie 2012. Emisiunea, găzduită de designerul de modă și personalitatea TV română Cătălin Botezatu, a fost bazată pe America's Next Top Model (2003-2018) de la Tyra Banks, care urmărește modelul de modă pentru a descoperi România.
Pe parcursul a trei sezoane, concurenții au concurat pentru un contract de modeling cu MRA Models, în valoare de 70.000 de euro, în timp ce concurează într-o serie de ședințe foto locale și internaționale și provocări de modă. După anularea acesteia, Botezatu a lansat un concurs similar, Supermodels by Cătălin Botezatu, la Kanal D în 2015.

## Istorie

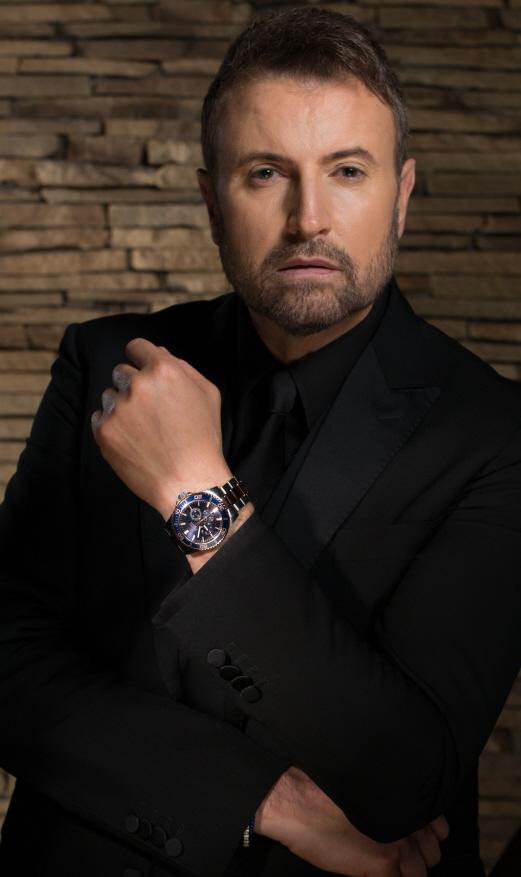
Gazda și judecătorul șef Cătălin Botezatu.

Next Top Model a avut premiera pe 3 februarie 2011, la Antena 1, cu designerul Cătălin Botezatu în calitate de gazdă și judecător principal. Juriul original a inclus și fotograful Gabriel Hennessey, makeup artistul Mirela Vescan, hairstylistul Laurent Tourette și agentul de modeling Liviu Ionescu. Seria a urmat formatul America's Next Top Model, prezentând modele aspirante care concurează pentru un contract cu MRA Models și alte oportunități de carieră.
Primul sezon a prezentat doisprezece concurenți selectați dintre mii de candidați. Competiția a inclus ședințe foto internaționale în Egipt, Finlanda, Emiratele Arabe Unite și Franța. Emma Dumitrescu, în vârstă de șaisprezece ani, a câștigat sezonul, primind un premiu în bani de 50.000 de euro pe lângă contractul de modeling. În ciuda primirii inițiale blânde, serialul a fost reînnoit pentru un al doilea sezon.

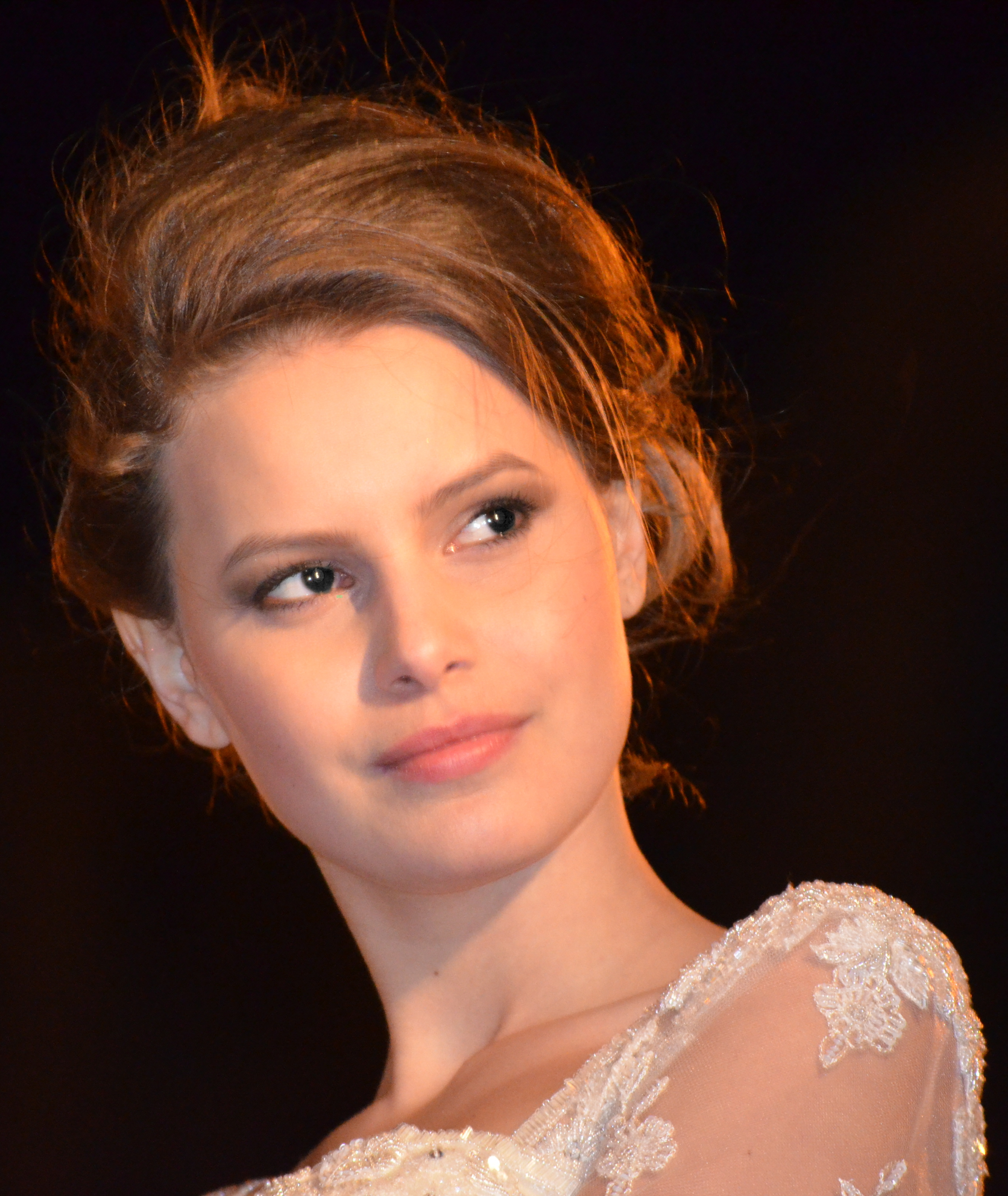
Câștigătoarea sezonului 1 Emma Dumitrescu, martie 2012.

Al doilea sezon a avut premiera pe 15 septembrie 2011, cu un pachet de premii sporit de 70.000 de euro și o distribuție extinsă de 16 concurenți. Cerința de vârstă minimă a fost redusă de la 16 la 14 ani, permițând modelelor aspirante mai tinere să participe. Evenimentele de casting au avut loc în mai multe orașe și orașe din România și Moldova vecină. Sezonul a prezentat filmări și provocări în Islanda, Turcia și Tunisia. Laura Giurcanu, în vârstă de 14 ani, a fost aleasă câștigătoare, devenind cea mai tânără din istoria emisiunii.
Al treilea și ultimul sezon a avut premiera pe 20 septembrie 2012, menținând același pachet de premii și cerințe de participare. Acest sezon a marcat apogeul în popularitate al show-ului, cu un număr record de solicitanți și oportunități extinse pentru cei care speră să-și trimită fotografiile online. Competiția a avut loc în România, Grecia, Cipru și Turcia. Câștigătoarea a fost Ramona Popescu, în vârstă de 22 de ani.
După încheierea celui de-al treilea sezon, Cătălin Botezatu s-a îndepărtat de proiect din chestiuni personale, ducând la anularea emisiunii. În 2015, a lansat o competiție similară de modeling, Supermodels by Cătălin Botezatu, la Kanal D. Această nouă emisiune a avut concurenți atât bărbați, cât și femei și a fost inspirată de The Face a lui Naomi Campbell, dar a păstrat o mare parte din aceeași echipă de producție și vedete invitate de la Next Top Model.

## Format
Au existat mai multe diferențe notabile între Next Top Model și adaptarea americană. O distincție cheie a fost limita de vârstă mai mică pentru concurenți, unele fiind eligibile pentru a participa la doar 14 ani.
Premisa competiției a fost de asemenea diferită, cu introducerea „pașapoartelor” de model care erau oferite tuturor semifinaliștilor la începutul fiecărei sezoane. Aceste pașapoarte conțineau o listă de „puncte de control” pe care concurenții trebuiau să le finalizeze pentru a câștiga. Primul punct de control era trecut când concurenții treceau de etapa de audiție în semifinală, al doilea când erau selectați pentru distribuția finală, iar al treilea când câștigau contractul de modeling cu MRA.
Spre deosebire de versiunea americană, seria românească a fost mai liberală în privința călătoriilor internaționale. În loc să locuiască împreună într-o casă, concurenții călătoreau între hoteluri și stațiuni de lux în locații exotice din Europa, Nordul Africii și Orientul Mijlociu, unde vizitau o varietate de obiective UNESCO. Acest lucru a permis emisiunii să aloce o parte mai mare din buget pentru filmări în aceste destinații pitorești, dar a însemnat că ședințele foto ale emisiunii aveau, în general, un buget mai mic, bazându-se pe o echipă mică de doi sau trei fotografi obișnuiți, alături de fotografi invitați ocazionali.
Multe ședințe foto s-au concentrat pe modelarea glamour, iar segmentele de podium — centrale pentru competiție și jurizare — reflectau backgroundul prezentatorului ca designer. Fiecare episod prezenta de obicei un segment de podium cu creațiile prezentatorului. Emisiunea a fost uneori descrisă ca o reinterpretare a Top Model dacă ar fi fost gazduită de Hugh Hefner. Spre deosebire de America's Next Top Model cu Tyra Banks, care punea accent pe împuternicirea concurenților și abordarea problemelor sociale, versiunea lui Botezatu s-a îndreptat spre afișări provocatoare și uneori ostentative ale frumuseții, adesea evidențiind aspectele mai riscante ale modelingului.

## Sezoane
| Sezonul | Difuzarea originală | Câștigătorul    | Pe locul doi                        | Ceilalți participanți în ordinea eliminării | Numărul participanților | Destinațiile internaționale |
| ------- | ------------------- | --------------- | ----------------------------------- | --- | ----------------------- | --------------------------- |
| 1       | 3 februarie 2011    | Emma Dumitrescu | Mădălina Barbu                      | Anca Vasile, Diana Donoiu, Sara Măgurean, Adela Neagu, Lucia Popa (Descalificată), Inga Ojog, Otilia Pană, Alexandra Babascu, Laura Dumitru, Roxana Cristian                                                                                | 12                      | Gizeh Rovaniemi Dubai Paris |
| 2       | 15 septembrie 2011  | Laura Giurcanu  | Iuliana Mînza                       | Miruna Iovan & Iasmina Balamat, Mădălina Goian, Cristina Chiriac, Denisa Hîncu, Gina Tănasie, Simona Din & Aida Becheanu, Flori Ciupu, Iulia Miclos, Diana Trofin, Irina Batrac, Karin Arz, Sandra Ciubotariu                               | 16                      | Reykjavík Istanbul Tunis    |
| 3       | 20 septembrie 2012  | Ramona Popescu  | Barbara Langelotti & Denisa Ciocoiu | Veronica Cazac (Renunta), Silvana Anghel, Diana Luca & Bianca Taban, Andreea Grecu, Ruxandra Postatny, Victoria Cartiră, Diana Zamfir & Alexandra Urs, Sânziana Cozorici, Otilia Cioșă, Lavinia Furtună, Laura Iordache & Cristina Iordache | 17                      | Mykines Paphos Cappadocia   |

## Critici și controverse
Comportamentul concurenților Next Top Model a generat uneori controverse, mai ales în timpul primului sezon. În primul sezon, Lucia Popa a fost descalificată după o altercație fizică cu Emma Dumitrescu, în vârstă de 16 ani.
Subiectul unor ședințe foto a fost, de asemenea, criticat și s-a exprimat îngrijorarea cu privire la adecvarea anumitor teme pentru cei mai tineri concurenți, dintre care unii aveau doar 14 ani, care participă la ședințe foto senzuale.
În cel de-al doilea sezon, mai mulți concurenți au fost criticați pentru că s-au îngrășat în timpul filmărilor, printre care Iulia Miclos, în vârstă de 21 de ani, care a fost eliminată parțial din cauza greutății sale. În replică, gazda Cătălin Botezatu a subliniat în sezonul al treilea că modelele care s-au îngrășat mai mult de șase kilograme (unul de 13 lire) ar fi în pericol de a fi eliminate dacă nu și-ar menține cifrele. Această politică a fost relevantă în cazul Laviniei Furtună, care a fost criticată constant pentru că nu a putut purta costumul de mai multe ori, ceea ce a dus în cele din urmă la eliminarea acesteia.
Câștigătoarea celui de-al treilea sezon, Ramona Popescu, a fost implicată într-un dosar de prostituție în țară în februarie 2015 și a fost reținută pentru audierea poliției în acest caz.